# NGC 3005
NGC 3005 é uma galáxia espiral (S?) localizada na direcção da constelação de Ursa Major. Possui uma declinação de +44° 07' 50" e uma ascensão recta de 9 horas, 49 minutos e 14,9 segundos.
A galáxia NGC 3005 foi descoberta em 25 de Janeiro de 1851 por William Parsons.